# Mikałaj Karpijewicz
Mikałaj Fiodarawicz Karpijewicz (biał. Мікалай Фёдаравіч Карпіевіч, ros. Николай Фёдорович Карпиевич, Nikołaj Fiodorowicz Karpijewicz) – białoruski polityk, deputowany do Rady Najwyższej Republiki Białorusi XIII kadencji, w latach 1996–2000 deputowany do Izby Reprezentantów Zgromadzenia Narodowego Republiki Białorusi I kadencji.

## Życiorys
W 1995 roku mieszkał w Mińsku. Pełnił funkcję zastępcy przewodniczącego Komitetu ds. Walki z Korupcją w Organach Władzy i Administracji Państwowej Administracji Prezydenta Republiki Białorusi. W pierwszej turze wyborów parlamentarnych 14 maja 1995 roku został wybrany na deputowanego do Rady Najwyższej Republiki Białorusi XIII kadencji ze słuckiego wiejskiego okręgu wyborczego nr 207. 9 stycznia 1996 roku został zaprzysiężony na deputowanego. Od 23 stycznia pełnił w Radzie Najwyższej funkcję przewodniczącego Stałej Komisji ds. Bezpieczeństwa Narodowego, Obrony i Walki z Przestępczością. Był bezpartyjny, należał do popierającej prezydenta Alaksandra Łukaszenkę frakcji „Zgoda”. Od 21 czerwca był członkiem delegacji Rady do Zgromadzenia Parlamentarnego Stowarzyszenia Białorusi i Rosji. Poparł dokonaną przez prezydenta kontrowersyjną i częściowo nieuznaną międzynarodowo zmianę konstytucji. 27 listopada 1996 roku przestał uczestniczyć w pracach Rady Najwyższej i wszedł w skład utworzonej przez prezydenta Izby Reprezentantów Zgromadzenia Narodowego Republiki Białorusi I kadencji. Od 18 grudnia pełnił w niej funkcję członka Stałej Komisji ds. Ustawodawstwa. Zgodnie z Konstytucją Białorusi z 1994 roku jego mandat deputowanego do Rady Najwyższej zakończył się 9 stycznia 2001 roku; kolejne wybory do tego organu jednak nigdy się nie odbyły.